# Berajondo (Queensland)
Berajondo est une localité située dans la région de Gladstone, dans le Queensland, en Australie.
Le 15 novembre 2004, l'accident ferroviaire de Berajondo (en) fait 157 blessés dont 2 blessés graves.